# Charaxes antonius
Charaxes antonius is een vlinder uit de familie van de Nymphalidae. De wetenschappelijke naam van de soort is voor het eerst geldig gepubliceerd in 1878 door Semper.